# في جمب
في جمب (باليابانية: ブイジャンプ) هي مجلة يابانية تهتم بالمانغا وألعاب الفيديو المستندة عليها. تأسست بواسطة شركة شوئيشا وصدر العدد الأول منها في 1993. تصدر المجلة كل شهر. وهي باللغة اليابانية. تباع منها 391667 نسخة.

## السلاسل
- دراغون بول سوبر
- يوغي 5Ds

### سلاسل سابقة
- مغامرات رنا
- اندماج الديجيمون
- يوغي GX

## وصلات خارجية
- الموقع الرسمي